# Metropolie Mexiko
Metropolie Mexiko je jedna z metropolií Konstantinopolského patriarchátu.

## Historie
Po vypuknutí Řecko-turecké války dorazili do Mexika první řečtí osadníci. První pravoslavné komunity vznikly v Ciudad de Mexico, Guadalajaře a Culiacánu. Území spadalo pod jurisdikci americké archiepiskopie. Duchovní z archiepiskopie navštěvovali Mexiko jen zřídka a pravoslavný život zde pomalu zanikal. Většina věřících konvertovala ke katolicismu.
Roku 1964 byl na území Mexika poslán archimandrita a bývalý františkán Pablo (de Ballester-Convallier), ten měl na starost všechny mexické farnosti. Roku 1970 se stal vikarijním biskupem americké archiepiskopie. Po atentátu na něj roku 1984 byli archiepiskopií jmenováni další duchovní.
Dne 24. září 1996 bylo rozhodnutím Svatého synodu Konstantinopolského patriarchátu odděleno z americké archiepiskopie území Centrální Ameriky, Kolumbie, Venezuely a Karibiku a včleněno do nově vzniklé panamské metropolie.
Dne 31. srpna 2005 byla metropolie přejmenovaná na mexickou.

## Seznam biskupů a metropolitů
- 1970–1984 Pablo (de Ballester-Convallier)

### Metropolie Panama
- 1996–2005 Athenagoras (Anastasiadis)

### Metropolie Mexiko
- od 2005 Athenagoras (Anastasiadis)